# Sasvad
Sasvad es una ciudad y  municipio situada en el distrito de Pune en el estado de Maharashtra (India). Su población es de 31821 habitantes (2011). Se encuentra orillas del río Karha, a 29 km de Pune.

## Demografía
Según el censo de 2011 la población de Sasvad era de 31821 habitantes, de los cuales 16219 eran hombres y 15602 eran mujeres. Sasvad tiene una tasa media de alfabetización del 87,28%, superior a la media estatal del 82,34%: la alfabetización masculina es del 89,66%, y la alfabetización femenina del 84,83%.